# خیرآباد، سیتاپور

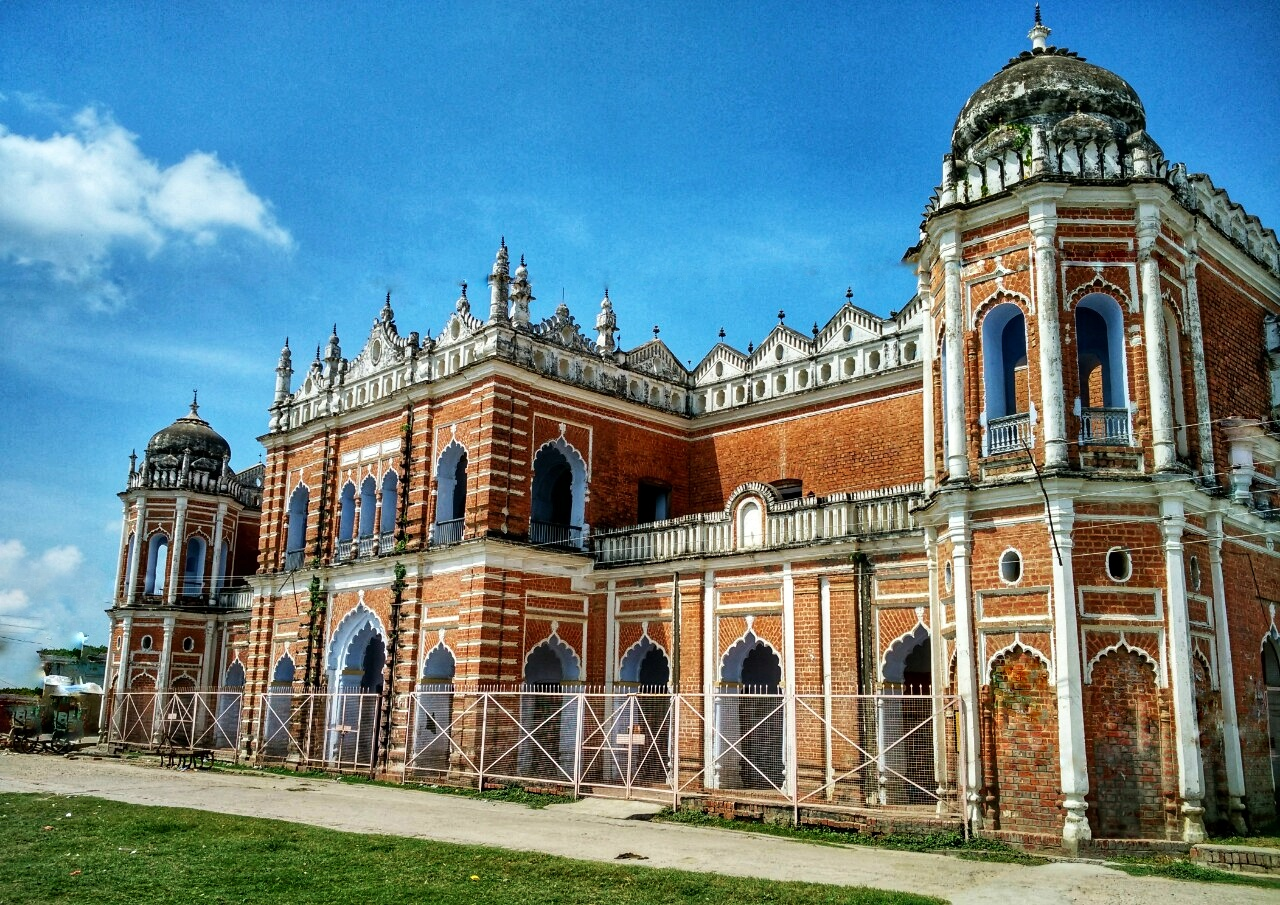
A high school in town

خیرآباد، سیتاپور (به انگلیسی: Khairabad) یک منطقهٔ مسکونی در هند است که در بخش سیتاپور واقع شده است.

## خصوصیات
خیرآباد  ۴۸٬۴۹۰ نفر جمعیت دارد و ۱۳۸ متر بالاتر از سطح دریا واقع شده‌است.